# Alton R. Waldon junior

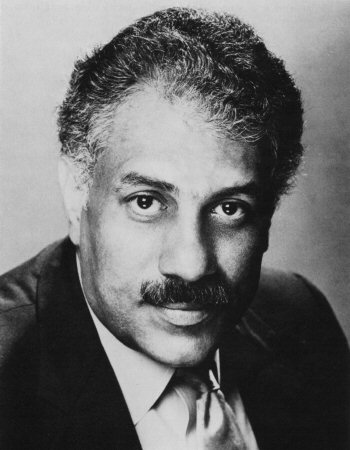
Alton R. Waldon junior

Alton R. Waldon junior (* 21. Dezember 1936 in Lakeland, Florida; † 9. Juni 2023) war ein US-amerikanischer Jurist und Politiker. Er vertrat in den Jahren 1986 und 1987 den Bundesstaat New York im US-Repräsentantenhaus.

## Werdegang
Alton R. Waldon junior graduierte 1954 an der Boys High School in Brooklyn. Dann ging er auf das John Jay College in New York City, welches er 1968 mit einem Bachelor of Science verließ. Seinen Juris Doctor machte er 1973 an der New York Law School in New York City. Zwischen 1956 und 1959 war er in der US Army. 1975 wurde er zum Deputy Commissioner in der State Division of Human Rights. Er war Counsel im Office of Mental Retardation and Developmental Disabilities. Zwischen 1983 und 1986 saß er in der New York State Assembly. Politisch gehörte er der Demokratischen Partei an. Waldon nahm in den Jahren 1984 und 1988 als Delegierter in den Democratic National Conventions teil.
Er wurde am 10. Juni 1986 in einer Nachwahl im sechsten Wahlbezirk von New York in das US-Repräsentantenhaus in Washington, D.C. gewählt, um dort die Vakanz zu füllen, die durch den Tod von Joseph P. Addabbo entstanden war. Im Jahr 1986 erlitt er bei seiner Wiederwahlkandidatur eine Niederlage und schied nach dem 3. Januar 1987 aus dem Kongress aus.
Waldon wurde in die New York State Investigation Commission berufen. Er kandidierte erfolglos in der Nachwahl am 3. Februar 1998 für den freien Sitz im 105. Kongress. Zwischen 1990 und 2000 saß er im Senat von New York. Von 2000 bis 2006 war er Richter am New York Court of Claims.